# Lea Schmidmeister
Lea Schmidmeister (* 1983) ist eine Schweizer Politikerin der Sozialdemokratischen Partei (SP). Sie gehört seit 2015 dem Grossen Rat des Kantons Aargau an. 
Schmidmeister ist von Beruf Sozialarbeiterin und ist seit Jahren Einwohnerrätin in ihrer Wohngemeinde Wettingen. Dort gehört sie der Fraktion SP/WettiGrüen an und ist deren Präsidentin. Seit dem 15. September 2015 ist sie als Nachfolgerin von Marie-Louise Nussbaumer Mitglied des Grossen Rates.